# Аманси
Аманси (фр. Amancy) насеље је и општина у источној Француској у региону Рона-Алпи, у департману Горња Савоја која припада префектури Бонвил.
По подацима из 2011. године у општини је живело 2.149 становника, а густина насељености је износила 249,3 становника/km². Општина се простире на површини од 8,62 km². Налази се на средњој надморској висини од 466 метара (максималној 624 m, а минималној 444 m).

## Демографија
| 1962. | 1968. | 1975. | 1982. | 1990. | 1999. | 2011. |
| ----- | ----- | ----- | ----- | ----- | ----- | ----- |
| 865   | 1.068 | 1.131 | 1.403 | 1.640 | 1.756 | 2.149 |

График промене броја становника у току последњих година